# بيت بريرة (الحيمة الداخلية)

تعديل مصدري - تعديل

بيت بريرة هي إحدى قرى عزلة الأحبوب بمديرية الحيمة الداخلية التابعة لمحافظة صنعاء، بلغ تعداد سكانها 168 نسمة حسب تعداد اليمن لعام 2004.